# Кисловское
Кисловское — село в Каменском районе Свердловской области России. Входит в Каменский муниципальный округ.
Ранее было центром Кисловского сельсовета Каменского района.

## География
Село Кисловское расположено на обоих берегах реки Камышенки (левого притока Исети), в 24 километрах (по автодорогам в 28 километрах) к западо-северо-западу от города Каменска-Уральского.
В районе Кисловского , вдоль юго-западной окраины села, проходит железнодорожная ветка Екатеринбург — Курган. Менее чем в одном километре к западу от села расположен остановочный пункт Кисловское (ранее 78 км) Свердловской железной дороги.
Село Кисловское с автомагистралью Екатеринбург — Курган двумя местными дорогами:
- с. Покровское — п. Первомайский — с. Кисловское — д. Соколова;
- подъезд к автодороге 65К-070500, что соединяет трассы на Курган (в районе д. Часовой) и Тюмень.

## История
Село Кисловское основано в 1682 году.
По одной из версий, село Кисловское получило название от состава почвы — «кислые земли», где черноземы после дождя становились грязью. По другой версии, название села якобы возникло от прозвища «кислята», как звали первопоселенцев из великорусских губерний. Ещё по одной легенде, название селу дали такое, так как в лесах, окружающих село, растёт кислая ягода — земляника.
В 1699 году Кислово было приписано к строительству Каменского завода.
В 1746 году был образован Кисловский приход и поселение стало селом. В Кисловской волости в конце XVIII века проходили ярмарки. По данным А. Е. Худяковой в Кислово существовал рынок расположенный перед церковью. В 1884 году в Кисловском произошла эпидемия повальной цинги. В том же году в селе были открыты: приемный покой и столовая.
По данным на 1902 год, в селе жили потомки государственных крестьян, по верованию православные. Главное занятие сельчан было хлебопашество, а побочное — заработки в Екатеринбурге, заводах и приисках, перевозка товаров из Екатеринбурга в Ирбит, Ишим и Петропавловск — и обратно, во время проводившихся там ярмарок. В Кисловском раньше чем в окрестных селениях, была организована потребительская кооперация и кредитное товарищество, которое в 1906 году открыло в селе библиотеку. В 1909 году в селе открыт акушерский участок.
До революции село входило в Кисловскую волость Екатеринбургского уезда Пермской губернии В 1928 году Кисловское было административным центром Кисловского сельсовета, входившего в Покровский район Шадринского округа Уральской области. В 1928 году в селе работал кооператив. Жители села участвовали в сражениях Великой Отечественной войны, 151 воин не вернулся. В память о них в селе установлен обелиск.
В начале XX века, по словам старожительницы А. Е. Худяковой, окраина села имели разные названия: Зарека (сейчас улица Пролетарская), Барышовский край (улица Степана Разина) и Кунгурка (ул. Гагарина).
Ранее Кунгурка была отдельной деревней, к 1920 году соединившаяся с селом Кисловским. Кунгурка впервые упомянута при межевании земель Тобольского и Верхотурского уездов в 1686—1710 годах, деревня отмечена на землях Багарякской слободы. По одной и версий, Кунгурка получила название благодаря жирному чернозёму полей, так как слово «кунгур» означает грязь, а кунгурка — значит «грязная яма».

## Петро-Павловская церковь
Первый храм в Кисловском был деревянным, построен в 1746 году, с благословения Митрополита Тобольского Антония был освящён во имя святых Первоверховных Апостолов Петра и Павла.
В 1832 году была построена каменная трёхпрестольная церковь на средства прихожан и при деятельном участии в качестве строителя местного крестьянина Моисея Тихонова Мельникова, пожертвовавшего все свое немалое состояние. Главный храм был освящён по благословению Преосв. Аркадия, Епископа Пермского 29 июня 1846 года. В 1879—1882 годах храм перестраивался, вместо одного холодного передела был сделан вначале теплый правый придел, который был освящён по благословению Преосв. Модеста, Епископа Екатеринбургского в честь Сретения Господня 11 ноября 1879 года, и теплый левый придел, который был освящён также по благословению Преосв. Модеста, Епископа Екатеринбургского в честь Рождества Пресвятой Богородицы 29 июня 1882 года. В начале XX века четырёхъярусный иконостас главного храма был с позолотою и резьбой, а внутренние стены храма были окрашены масляною краской с живописью в алтаре и средней его части. В придельных храмах стены были оштукатурены и обелены известью, а в алтарях — окрашены клеевою краской. Снаружи весь храм был оштукатурен и обелен, покрыт железом. В главном храме в 1888 году царские врата были заменены новыми, местные иконы были переписаны, прочие — обновлены, позолота иконостаса была очищена, а храм был украшен стенною живописью. В храме хранился напрестольный серебряный крест 1788 года. Кроме обычно совершаемых по Церковному Уставу, в приходе существуют два крестных хода: ежегодно 6 августа — ко кресту невдалеке от церкви на месте бывшего деревянного храма, и в день Вознесения — ко кресту же в деревне Кунгурской. Старое деревянное здание храма было продано в село Улугушское Шадринского уезда. Храм был закрыт в 1937 году. В в 1990 году был возвращён Русской православной церкви.

## Школа
В 1849 году местный священник Иоанн Мамин, прапрадед Д. Н. Мамина-Сибиряка, открыл в церковной сторожке школу, в 1871 году в села открыта земская школа, а в 1886 году в отдельном здании, открыта церковно-приходская школа. В 1910 году земством и кредитным товариществом построено кирпичное здание школы. В 1935 году в новом кирпичном здании, на берегу реки Камышенка, открылась семилетняя школа. В 1987 году в селе работала неполная средняя школа, учащимся 10 и 11 классов приходилось ездить в село Покровское. В 1990 году построена новая средняя школа, на 360 мест.
В деревне Кунгурке тоже ранее работала школа. В 1893—1907 годах, этой школе, работал учителем, изобретатель школьной парты — политический ссыльный Пётр Феоктистович Коротков, похороненный на кисловском кладбище в январе 1907 года. В 1938—1962 годах в здании Кунгурской школы находился детский дом. Во время Великой Отечественной войны в нём разместили эвакуированных из Ленинграда детей. В этой школе работали первые в крае женщины-революционерки — Е. В. Попова и А. С. Кононова.

## Население
| 1869 | 1904  | 1926  | 2002 | 2010 | 2021 |
| ---- | ----- | ----- | ---- | ---- | ---- |
| 1351 | ↗1665 | ↗1666 | ↘880 | ↗920 | ↘721 |

Структура

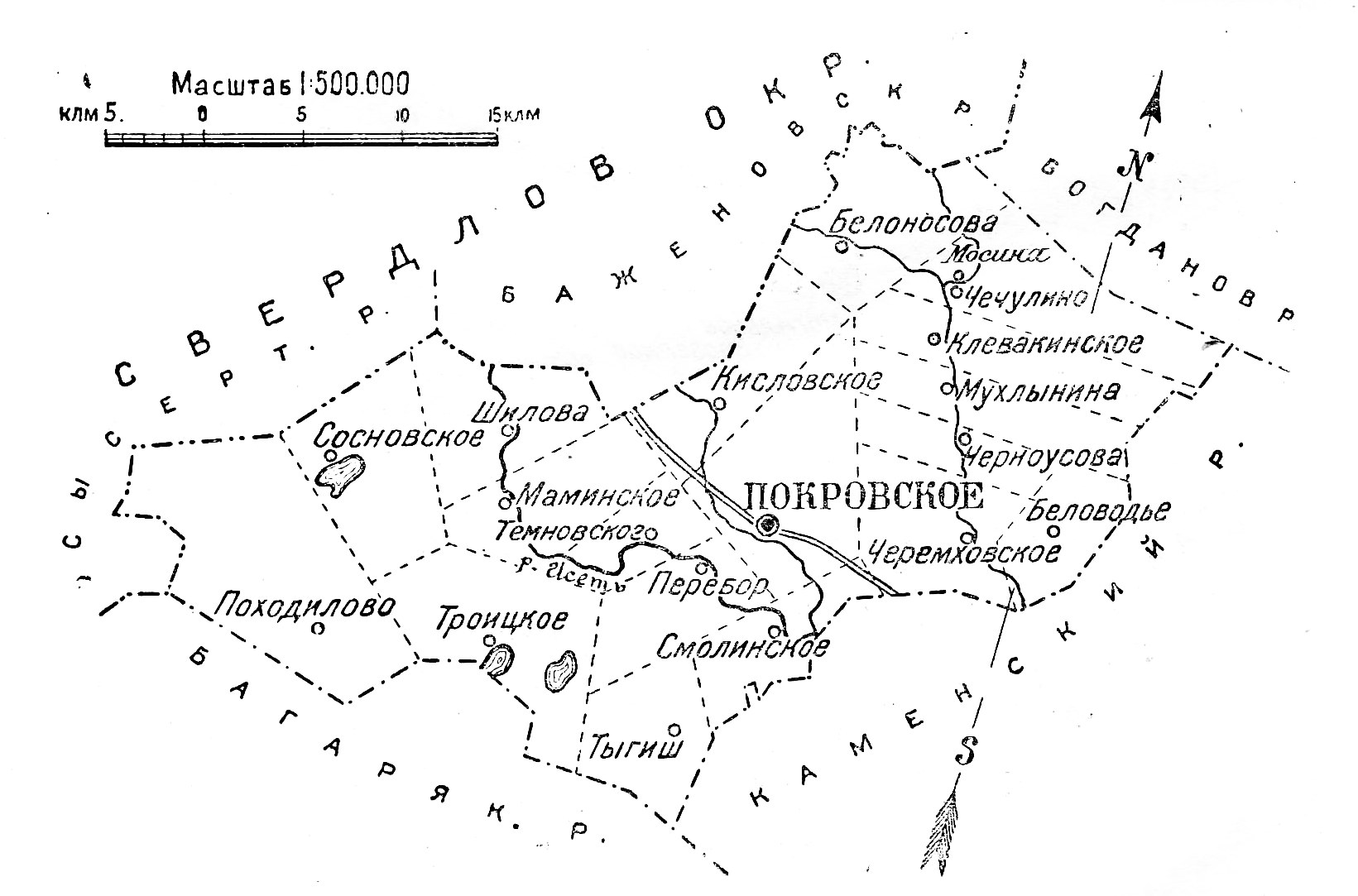
Кисловское на схеме Покровского района; 1928 год

- По данным на 1902 год, в Кисловском приходе (селе Кисловское, деревнях Кунгурка и Соколова) жило 3569 человек (мужчин — 1800, женщин — 1769)[5].
- По данным переписи населения 1926 года, в селе Кисловском было 273 двора с населением 1666 человек (мужчин — 774, женщин — 892), все русские. В деревне Кунгурка был 181 двор с населением 722 человека (мужчин — 334, женщин — 388), все русские[6].
- По данным переписи 2002 года, русские составляли 93 % от общего числа сельчан[12].
- По данным переписи 2010 года, в селе проживали 920 человек: 425 мужчин и 495 женщин[13].